# Yanacocha

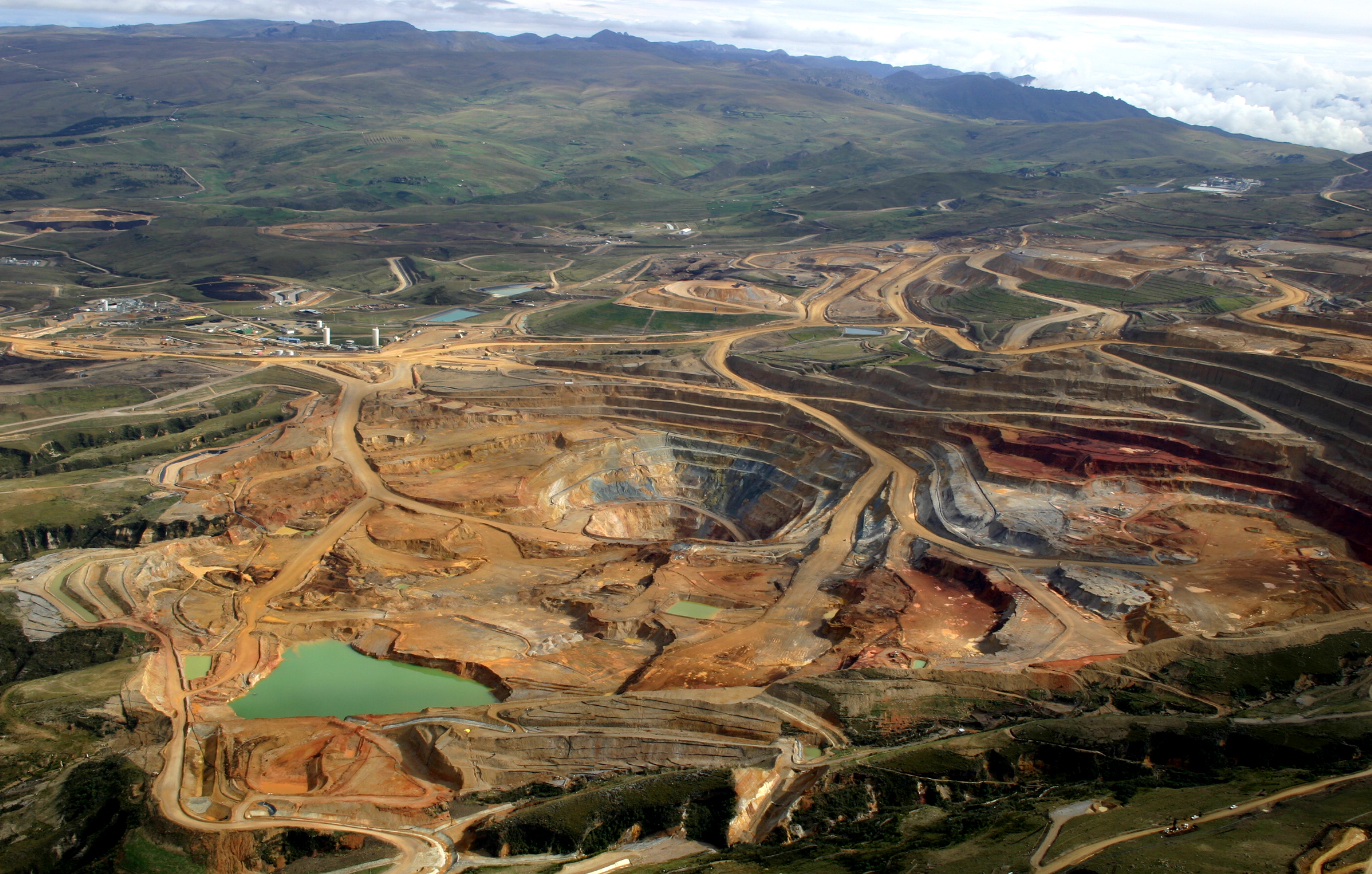
Mina Yamacocha

Yanacocha este o mină de aur situată în munții Anzi, la 48 km de orașul Cajamarca, Peru. Mina Yamacocha este cea mai mare mină de aur din America de Sud și a doua din lume, de aici extrăgându-se doar în anul 2005: 3.333.088 uncii de aur, aici lucrând peste 10.000 de muncitori. Este o mină de suprafață aflată la o mare înălțime, respectiv  între 3.400 și 4.120 metri peste nivelul mării. Zăcământul este compus din cinci mine de suprafață, cinci... și trei instalații de valorificare a aurului. În dialectul kashamarka (cajamarca) al limbii quechua, cuvântul yanacocha înseamnă lac negru (yana = negru, qoch'a / quĉa = lac, baltă)
Mina a fost descoperită în 1980, de către geologul francez Pierre Maruéjol, care lucra pentru Biroul de investigașii Geologice și Miniere (abreviat B.R.G.M. în franceză), o organiție de stat franceză care a obținut permisul de exploatare a zăcământului și care s-a asociat cu Newmont Mining Corporation din Statele Unite și Compañía de Minas Buenaventura din Peru.
În 1994, B.R.G.M. s-a retras în urma unor neînțelegeri care au degenerat într-un conflict judiciar în care a fost implicat și guvernul francez. Astăzi, septembrie 2013, mina este exploatată de Minera Yanacocha, un consorțiu alcătuit din Newmont Mining Corporation cu 51,35 %; Compañía de Minas Buenaventura cu 43,65 %, și Corporația Financiară Internațională, organizație aparținând Băncii Mondiale.

## Problema apei
Exploatarea aurului este o mare consumatoare de apă, iar la mina Yanacocha se spală 500.000 tone de pământ pe zi pentru găsirea aurului. Particularitatea zonei în care se află mina este dată de faptul că din punct de vedere climateric anul este împărțit în sezonul uscat, când apa este aproape absentă și sezonul ploios, din octombrier până în aprilie. Spre exemplificare, debitul răului Grande, în partea sa inferioară, este de 1 300 litri pe secundă în martie, în creștere de 10 ori față de luna septembrie. 